# Forward Firing Aircraft Rocket
Forward Firing Aircraft Rocket (FFAR) var ett amerikanskt raketvapen som utvecklades under andra världskriget. Den första versionen 3,5" FFAR hade en solid stålspets för att slå igenom ubåtsskrov medan den följande versionen 5" FFAR hade en 5 tums (127 mm) spränggranat för att användas mot andra mål. Spränggranaten var egentligen för tung för raketen vilket gav låg hastighet och dålig ballistik. Den kraftigare raketen HVAR utvecklades för att kombinera sprängkraften hos 5" FFAR med ballistiken från 3,5" FFAR.

## Utveckling
Efter att ha tagit del av de brittiska proven med RP-3-raketer beslutade USA:s flotta sommaren 1942 att snabbt utveckla ett eget raketvapen baserat på en raketomotor som höll på att utvecklas vid Caltech. I likhet med den första versionen av RP-3 var 3,5" FFAR tänkt att användas mot ubåtar och hade därför en solid stålspets för att kunna slå igenom ett kraftigt tryckskrov. Rörelseenergin var tillräckligt för att punktera ett tryckskrov även efter att ha passerat genom 40 meter vatten.
För användning mot ytfartyg och landmål hade stålspetsen för dålig verkan. För att kunna användas mot sådana mål försågs raketen med en 5 tums (127 mm) spränggranat. Granaten hade tillräcklig sprängkraft för att vara effektiv mot mål som fartyg, stridsvagnar och bunkrar, men den var egentligen för tung för raketen vilket minskade maxhastigheten till 780 km/h. Den låga hastigheten gav en mer krökt bana och gjorde det svårt att sikta med raketerna. Problemet löstes genom att Caltech utvecklade en 5 tums raketmotor med avsevärt högre hastighet. Denna nya raket fick namnet HVAR (High Velocity Aircraft Rocket).